# Smederevská pevnost
Smederevská pevnost (srbsky: Cмeдepeвcκa твpђaвa, Smederevska tvrđava) je pevnost v srbském městě Smederevo, které bylo ve středověku dočasným hlavním městem Srbska, poté co byl Bělehrad předán Maďarům. Byla postavena v letech 1427 až 1430 na příkaz Đurađa Brankoviće, vládce Srbského despotátu. Stavbu měla dle tradice řídit jeho manželka Irene Kantakouzene. Děsivé podmínky při stavbě ji prý vysloužily přezdívku "prokletá Jerina". Pověst hovoří také o velkém pokladu, který v pevnosti Irene ukryla, a který nebyl nikdy objeven. Pevnost byla ještě více opevněna Osmany, kteří ji dobyli v roce 1459. Odolala několika obležením a přežila relativně bez újmy, jako jedna z nejlépe zachovalých středověkých památek, až do druhé světové války, kdy byla těžce poškozena výbuchy a bombardováním. V roce 1979 byla prohlášena za národní kulturní památku mimořádného významu. Je jedním z největších opevnění v jihovýchodní Evropě, rozloha pevnosti je 11,3 hektarů. Půdorys pevnosti je trojúhelníkový, což je podmíněno terénem - cípem země na soutoku Jezavy a Dunaje. Hlavní a jistě nejreprezentativnější stavba se nezachovala, zůstala z ní jen čtyři okna ve valu. Pravděpodobně právě zde byla v roce 1434 podepsána smlouva mezi srbským vládcem a Benátkami. Neobvyklým rysem pevnosti bylo, že na rozdíl od jiných středověkých fortifikací, nebyla postavena na vyvýšeném místě.

## Galerie

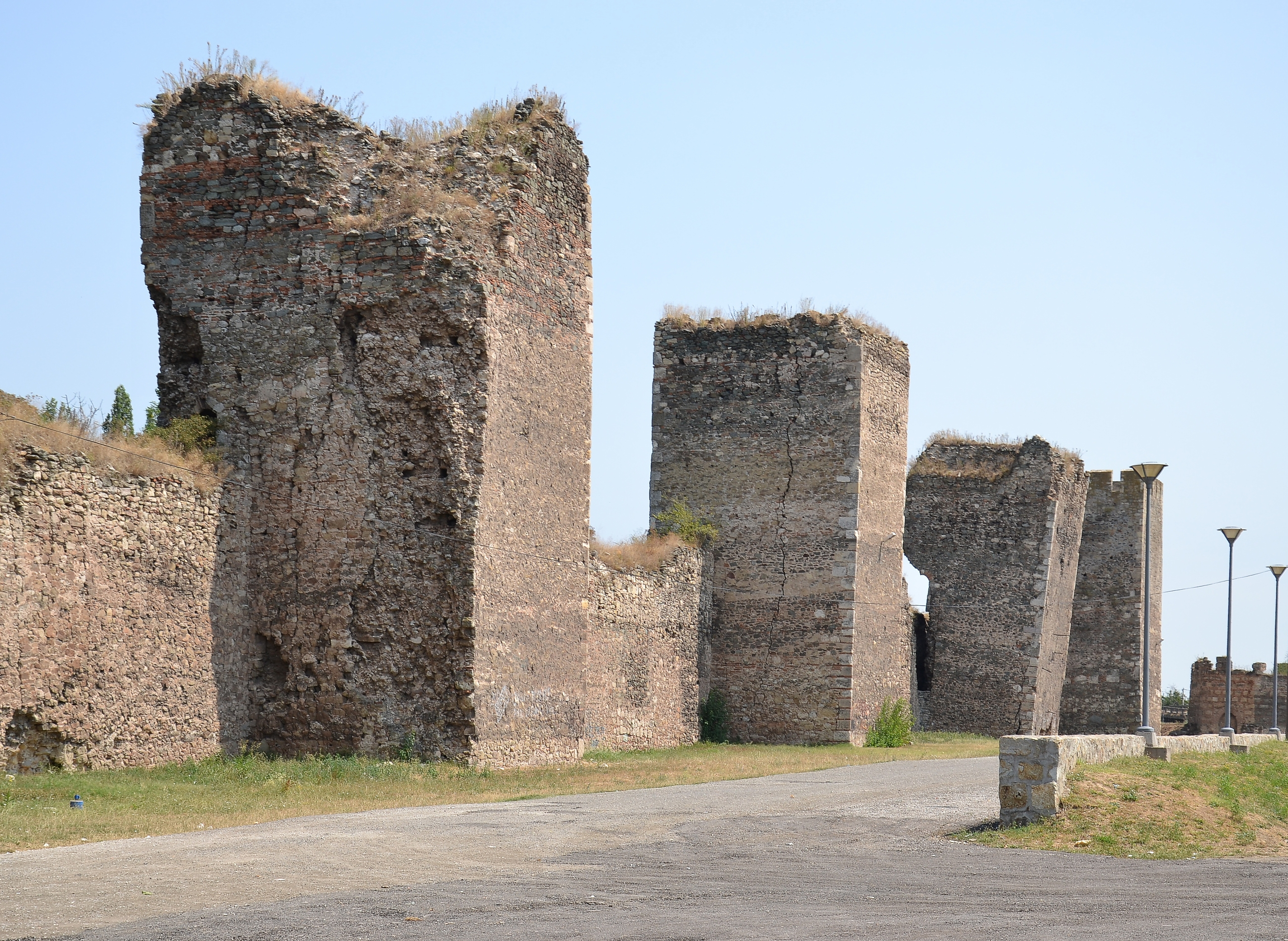
Hradby pevnosti
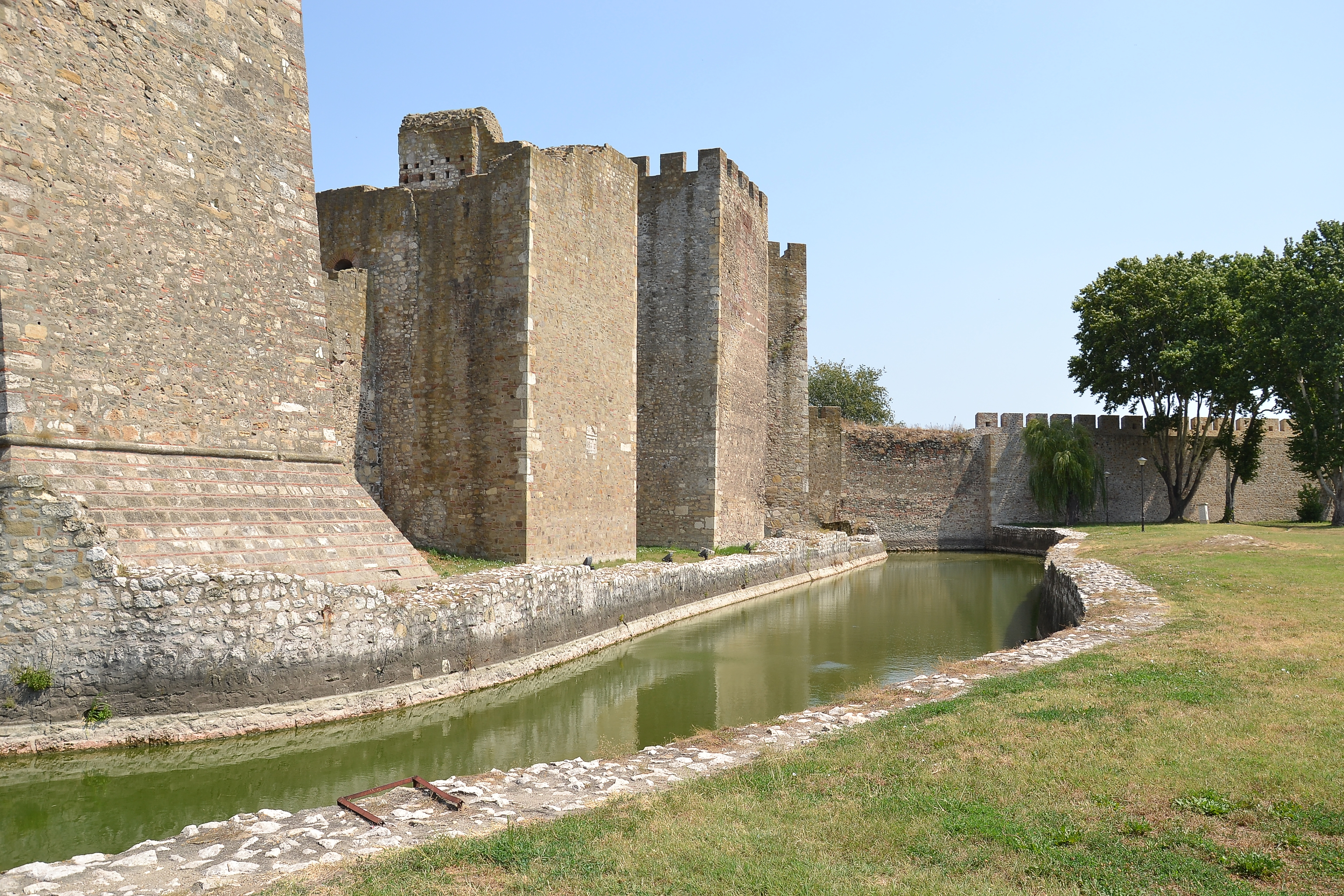
Vodní příkop
Plán pevnosti